# Kame Island
Kame Island (von japanisch 亀島 Kame-shima, deutsch ‚Schildkröteninsel‘; norwegisch Skjelpadda ‚Schildkröte‘; russisch Остров Дубинина Ostrow Dubinina, deutsch ‚Dubinininsel‘) ist eine Insel vor der Prinz-Harald-Küste des ostantarktischen Königin-Maud-Lands. Sie liegt 6 km östlich des Kap Ryūgū.
Luftaufnahmen und Vermessungen einer von 1957 bis 1962 durchgeführten japanischen Antarktisexpedition dienten ihrer Kartierung. Japanische Wissenschaftler nahmen dabei auch die Benennung vor. Das Advisory Committee on Antarctic Names überführte diese im Jahr 1968 in einer Teilübersetzung ins Englische. Namensgeber der russischen Benennung ist Alexander Josifowitsch Dubinin (1908–1963), Kapitän des Forschungsschiffs Ob von 1958 bis 1961.